# Omainsaari
Omainsaari är en ö i Finland. Den ligger i sjön Yläjärvi och i kommunen Padasjoki i den ekonomiska regionen  Lahtis ekonomiska region  och landskapet Päijänne-Tavastland, i den södra delen av landet, 130 km norr om huvudstaden Helsingfors. Öns area är 6,2 hektar och dess största längd är 390 meter i nord-sydlig riktning.